# 메시에 53

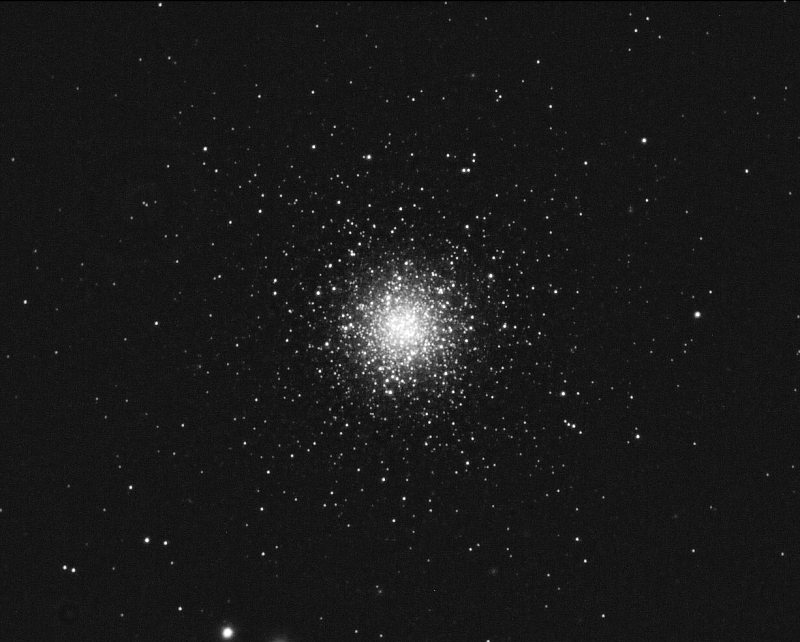
M53

M53(NGC 5024)는 머리털자리에 있는 구상 성단이다. 1775년 2월 3일 Johann Elert Bode이 발견하였으며, 1777년 2월 26일 샤를 메시에가 독립적으로 재발견하여 메시에 천체 목록에 추가하였다.
M53는 지구에서 58,000광년 떨어져 있으며, 겉보기 등급은 7.6등급이다. 시직경은 13분으로 크기는 약 220광년이다.

## 같이 보기
- 메시에 천체 목록